# Isa Campo
Isa Campo (Oviedo, 1975) és una guionista, productora i directora de cinema espanyola especialment coneguda per haver dirigit la pel·lícula La propera pell juntament amb Isaki Lacuesta.

## Filmografia
Com a directora
- 2016: La propera pell, amb Isaki Lacuesta

Com a productora
- 2013: Sobre la marxa: The Creator of the Jungle, documental
- 2013: El moviment perpetu, documental
- 2014: Murieron por encima de sus posibilidades
- 2015: Manocigótico
- 2016: La propera pell, amb Isaki Lacuesta

Com a guionista
- 2009: Los condenados, dirigida per Isaki Lacuesta
- 2010: La noche que no acaba, documental
- 2011: Els passos dobles, dirigida per Isaki Lacuesta
- 2011: El cuaderno de barro, documental
- 2014: El gran vuelo, documental
- 2014: Murieron por encima de sus posibilidades, col·laboració
- 2015: Game Over, documental
- 2016: La propera pell
- 2017: Entre dos aguas[2]
- 2021: Maixabel
- 2022 Apagón, miniserie de TV
- 2022 Un año, una noche

## Premis i nominacions
| Any  | Premi                        | Categoria                             | Pel·lícula        | Resultat  |
| ---- | ---------------------------- | ------------------------------------- | ----------------- | --------- |
| 2016 | Festival de Karlovy Vary:    | Millor pel·lícula                     | La propera pell   | Nominat   |
| 2016 | Festival de Cinema de Màlaga | Millor pel·lícula                     | La propera pell   | Guanyador |
| 2016 | Festival de Cinema de Màlaga | Millor direcció                       | La propera pell   | Guanyador |
| 2016 | Festival de Cinema de Màlaga | Premi Especial del Jurat              | La propera pell   | Guanyador |
| 2016 | Festival de Cinema de Màlaga | Premi de la crítica                   | La propera pell   | Guanyador |
| 2017 | Premis Gaudí                 | Millor direcció                       | La propera pell   | Nominat   |
| 2017 | Premis Gaudí                 | Millor pel·lícula en llengua catalana | La propera pell   | Guanyador |
| 2017 | Premis Gaudí                 | Millor guió                           | La propera pell   | Guanyador |
| 2017 | Premis Sant Jordi            | Millor pel·lícula espanyola           | La propera pell   | Guanyador |
| 2019 | Premis Gaudí                 | Millor guió                           | Entre dos aguas   | Nominat   |
| 2022 | Premis Goya                  | Millor guió                           | Maixabel          | Nominat   |
| 2023 | Premis Goya                  | Millor guió adaptat                   | Un año, una noche | Guanyador |
| 2023 | Premis Gaudí                 | Millor guió adaptat                   | Un año, una noche | Guanyador |